# Tanjungbalai
Tanjungbalai est une ville d'Indonésie située dans la province de Sumatra du Nord, à l'embouchure du fleuve Asahan. Elle a le statut de kota.

## Histoire

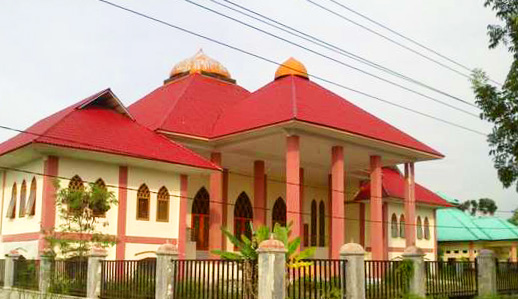
Réplique du palais des sultans d'Asahan à Tanjungbalai

Tanjungbalai était la capitale du sultanat d'Asahan.